# Ftp (программа)
ftp (англ. File transfer protocol) — стандартная программа операционной системы, предназначенная для приёма и передачи файлов по протоколу FTP (FTP-клиент). Входит в состав UNIX, Windows.

## Ключи командной строки
Режимы работы программы могут быть заданы в командной строке или в интерпретаторе команд.
| -p | Передача данных в пассивном режиме. |
| -A | Передача данных в активном режиме. |
| -i | Отключить интерактивный запрос при передаче нескольких файлов.                                                                            |
| -n | Запрещает автоматический вход в систему при установке соединения.                                                                         |
| -e | Запрещает редактирование команд и использование истории команд.                                                                           |
| -g | Запрещает глобализацию имён файлов. |
| -m | По умолчанию канал данных в пассивном режиме привязывается к тому же интерфейсу, что и канал управления. Опция запрещает такое поведение. |
| -v | Показывает все ответы сервера и статистику передачи данных.                                                                               |
| -d | Разрешает отладку. |

В командной строке также может указываться удалённый компьютер, с которым должно быть установлено соединение. Если он указан, то программа ftp после запуска пробует установить с ним соединение, если нет, то переходит в командный режим и ожидает указаний пользователя.

## Внутренние команды
При ожидании команды от пользователя программа выдаёт запрос 
ftp>
Основные команды программы:
| ![команда [параметры]]               | Вызывает интерпретатор команд на локальной машине. |
| help [команда]                       | Выдаёт справку по указанной команде. |
| lcd [каталог]                        | Изменяет рабочий каталог на локальном компьютере |
| open удалённый_компьютер [порт]      | Устанавливает связь с удалённым компьютером. |
| user пользователь [пароль] [аккаунт] | Идентифицирует пользователя удалённого компьютера. Если автоматический вход в систему не запрещён, процесс идентификации запускается при установке соединения с FTP-сервером. |
| ascii                                | Устанавливает ASCII режим передачи файлов. |
| binary                               | Устанавливает двоичный режим передачи файлов. |
| cd каталог                           | Изменяет рабочий каталог на удалённом компьютере. |
| mkdir каталог                        | Создаёт каталог на удалённом компьютере. |
| delete файл                          | Удаляет файл на удалённом компьютере. |
| dir [каталог] [локальный_файл]       | Печатает список файлов в каталоге на удалённом компьютере в локальный файл или на терминал, если файл не указан.                                                              |
| get файл [локальный_файл]            | Принимает файл с удалённого компьютера. |
| reget файл [локальный_файл]          | Действует как get, однако если локальный файл существует и его размер меньше файла на удалённом компьютере, то он докачивается с точки обрыва связи.                          |
| restart смещение                     | Запускает следующую команду get или put с указанного смещения в файле. |
| put локальный_файл [файл]            | Передаёт локальный файл на удалённый компьютер. |
| pwd                                  | Печатает имя рабочего каталога на удалённом компьютере. |
| rename [старый] [новый]              | Переименовывает файл на удалённом компьютере. |
| close                                | Завершает сессию FTP. |
| bye                                  | Завершает сессию FTP и выходит из программы. |